# Ungvári-Zrínyi Ildikó
Ungvári-Zrínyi Ildikó (Marosvásárhely, 1959. június 20. –) erdélyi magyar színháztudományi szakíró, műfordító, egyetemi oktató.

## Életútja
Középiskoláit a marosvásárhelyi Bolyai Farkas Líceumban végezte (1978), majd a BBTE-n magyar–angol szakos tanári diplomát szerzett (1982). A színháztudomány doktora.
1982–90 között a marosszentgyörgyi Általános Iskolában tanított, 1990–96 között könyvtáros és óraadó tanár volt a Marosvásárhelyi Színművészeti Egyetemen. 1997-től ugyanott a teatrológia és színház-antropológia tanára. Közben 2002-től a Sapientia EMTE kommunikáció és közkapcsolatok szakán, 2003-tól pedig a BBTE Színházművészeti Tanszékén is előad. Ugyancsak 2003 óta szerkesztőbizottsági tagja a Marosvásárhelyt megjelenő Symbolon c. színháztudományi folyóiratnak.
Első írása, Színház és linearitás c. tanulmánya Az írott dráma és az előadás c. kötetben (Marosvásárhely, 1993) jelent meg. Főképp színházi tárgyú tanulmányokat, cikkeket közölt az Apertúra, Erdélyi Figyelő, A Hét, Korunk, Látó, Színháztudományi Szemle, Theatron c. lapokban, folyóiratokban. Gesztusnarratívák és az emlékezet c. tanulmánya a Gagyi József szerkesztette Emlékezet és kommunikáció c. kötetben (Kolozsvár, 2007) jelent meg. Eugène Ionesco Jeux de massacre c. drámáját fordításában a Látó (2006/8–9) közölte.
Szerkesztésében jelent meg a Színtérkép c. színházi tanulmánykötet (Marosvásárhely, 2001) és Király Kinga Júlia Carlo Gozziról írt könyve, A rothadás esztétikája (Marosvásárhely, 2006).

## Önálló kötetei
- A látott lét dramaturgiája. Formakísérlet az abszurd és a posztmodern határán (Marosvásárhely, 2001)
- Színtérkép. Tanulmányok a színházról; szerk., előszó Ungvári Zrínyi Ildikó; Mentor–Színművészeti Egyetem, Marosvásárhely, 2001
- Látványolvasás. Színházi tanulmányok (Kolozsvár, 2004. Ariadné Könyvek)
- Bevezetés a színházantropológiába. Színháztudományi tankönyv; Marosvásárhelyi Színművészeti Egyetem, Târgu-Mureş, 2006
- A társadalmi változások kommunikációs univerzuma; többekkel; Mentor, Marosvásárhely, 2009
- Képből van-e a színház teste? Tér, kép, test és médium a kortárs színházban; Mentor–UArtPress, Marosvásárhely, 2011